# Liste der Johannes-Nepomuk-Darstellungen in St. Pölten
Der 1729 heiliggesprochene Johannes Nepomuk gilt nach Maria und Josef als der am dritthäufigsten dargestellte Heilige in Österreich. An zahlreichen Standorten gibt es Johannes-Nepomuk-Darstellungen im niederösterreichischen St. Pölten.
Erst nach Böhmen, aber noch vor dessen Selig- oder Heiligsprechung, setzte in Niederösterreich jene Verehrung Johannes Nepomuks ein, die sich in Form von Statuen und Bildern dokumentiert.

## Standorte
| Foto |                 | Objekt                                                   | Standort      | Künstler                | Baujahr | Beschreibung |
| ---- | --------------- | -------------------------------------------------------- | ------------- | ----------------------- | ------- | --- |
| ja   | Datei hochladen | Statue Johannes Nepomuk HERIS-ID: 32085 Objekt-ID: 29142 | Ochsenburg ·  |                         | 1725    | Bei der Kreuzung Wilhelmsburger Straße / Fabrikstraße in Ochsenburg steht eine mit 1725 datierte Figurengruppe Johannes Nepomuks mit Putten. |
| ja   | Datei hochladen | Statue Johannes Nepomuk HERIS-ID: 31957 Objekt-ID: 28989 | Pottenbrunn · | Friedrich Wilhelm Still | 1730    | In einer Pfarrkirche in Pottenbrunn befindet sich eine polychromierte Statue Johannes Nepomuks aus dem Jahr 1730 von Friedrich Wilhelm Still. |
| ja   | Datei hochladen | Statue Johannes Nepomuk HERIS-ID: 32116 Objekt-ID: 29173 | Pottenbrunn · |                         |         | Bei der Kreuzung Pottenbrunner Hauptstraße / Grasbergstraße in Pottenbrunn steht eine Statue Johannes Nepomuks aus der Mitte des 18. Jahrhunderts. |
| ja   | Datei hochladen | Statue Johannes Nepomuk HERIS-ID: 32114 Objekt-ID: 29171 | Pottenbrunn · |                         |         | Über den Pfeilern des Eingangs zum Friedhof von Pottenbrunn befinden sich Statuen der heiligen Franz Xaver und Johannes Nepomuk von Friedrich Wilhelm Still aus der Zeit um 1730. |
| ja   | Datei hochladen | Statue Johannes Nepomuk                                  | Radlberg ·    | Robert Herfert          |         | Auf der Radlbrunner Brücke (L5073) zwischen Unterradlberg und Pottenbrunn steht eine Statue hl. Johannes Nepomuk von Robert Herfert (ca. 1995). |
| ja   | Datei hochladen | Gemälde Johannes Nepomuk                                 | St. Pölten ·  | Johann Hermann          | 1860    | Im Dom zu St. Pölten befindet sich im Mittelschiff ein Fresko Johannes Nepomuks und auf dem Hippolytaltar im linken Seitenschiff ein von Johann Hermann 1860 gemaltes rundes Predellabild. |
| ja   | Datei hochladen | Statue Johannes Nepomuk                                  | St. Pölten ·  |                         |         | In der Bischofsstiege des Bistumsgebäudes von St. Pölten stehen aus Holz geschnitzte und weiß gefasste Statuen der heiligen Johann Cantius und Johannes Nepomuk aus der Mitte des 18. Jahrhunderts. In den ehemaligen Propsteiräumen befindet sich ein Gemälde Johannes Nepomuks aus der Zeit um 1730 nach der Art des Anton Hertzog. |
| BW   | Datei hochladen | Statue Johannes Nepomuk                                  | St. Pölten ·  |                         |         | Im Alumnat St. Pölten befindet sich ein Gemälde mit einer Darstellung der Glorie des Johannes Nepomuk nach der Art des Thomas Friedrich Gedon. |
| ja   | Datei hochladen | Gemälde Johannes Nepomuk                                 | St. Pölten ·  |                         | 1771    | Auf dem rechts hinten befindlichen Seitenaltar der Franziskanerkirche in St. Pölten befindet sich ein Altarbild mit einer Darstellung Johannes Nepomuks. Bezeichnet ist es mit Mart.Joh. Schmidt f Ao 1771. |
| BW   | Datei hochladen | Statue Johannes Nepomuk                                  | St. Pölten ·  |                         |         | Im ehemaligen Oratorium des Franziskanerklosters von St. Pölten befindet sich eine aus Holz geschnitzte und polychromierte Statue Johannes Nepomuks aus der Mitte des 18. Jahrhunderts. |
|      | Datei hochladen | Statue Johannes Nepomuk                                  | St. Pölten    |                         |         | Rechts vom linken Seitenaltar in der Kirche der Englischen Fräulein in St. Pölten befindet sich ein Bild Johannes Nepomuks. |
|      | Datei hochladen | Statue Johannes Nepomuk                                  | St. Pölten    |                         |         | Im Refektorium der Englischen Fräulein in St. Pölten befindet sich ein Bild Johannes Nepomuks. |
| ja   | Datei hochladen | Statue Johannes Nepomuk                                  | St. Pölten ·  |                         |         | In der Mittelachse eines Hauses in der Herrengasse in St. Pölten befindet sich eine Darstellung Johannes Nepomuks als Nischenstatue. |
| ja   | Datei hochladen | Statue Johannes Nepomuk                                  | St. Pölten ·  |                         |         | Am Hammerweg in St. Pölten steht zwischen zwei kleinen Brücken über den Mühlbach eine Statue Johannes Nepomuks aus dem zweiten Viertel des 18. Jahrhunderts. |
| ja   | Datei hochladen | Statue Johannes Nepomuk HERIS-ID: 29867 Objekt-ID: 26533 | Spratzern ·   | Peter Widerin           | 1735    | Bei der Kreuzung Mariazeller Straße / Stifterstraße in Spratzern steht in einer Baumgruppe eine Statue Johannes Nepomuks aus der Zeit zwischen 1735 und 1740, die Peter Widerin zugeschrieben wird. |
| ja   | Datei hochladen | Glasfenster Johannes Nepomuk                             | Spratzern ·   | Arthur Brusenbauch      | 1932    | Beim zweiten Joch der rechten Langhauswand der Pfarrkirche Spratzern befindet sich ein Glasfenster mit einer Darstellung Johannes Nepomuks. Der Entwurf stammt von Arthur Brusenbauch, hergestellt wurde es 1932 von der Kunstglaserei Karl Knapp.                                                                                    |
| ja   | Datei hochladen | Statue Johannes Nepomuk HERIS-ID: 31948 Objekt-ID: 28980 | Viehofen ·    |                         | 1781    | Am Johannesplatz in Viehofen steht eine Wegkapelle mit einer Statue Johannes Nepomuks. |
| BW   | Datei hochladen | Statue Johannes Nepomuk                                  | Wasserburg ·  |                         |         | Auf dem Inselvorplatz von Schloss Wasserburg steht eine Statue Johannes Nepomuks aus dem 18. Jahrhundert. |
|      | Datei hochladen | Statue Johannes Nepomuk                                  | Windpassing   |                         | 1723    | Beim Ortsende von Windpassing in Richtung Ochsenburg steht eine Figurengruppe Johannes Nepomuks aus dem Jahr 1723. |